# Friderika (album)
A Friderika Bayer Friderika debütáló lemeze az 1994-es Eurovíziós Dalfesztiválon elért siker után jelent meg.

## Az album dalai[1]
1. Távol a föld (Jenei Szilveszter-Koltay Gergely)
2. Ez jó lesz... (Jenei Szilveszter-Koltay Gergely)
3. Gyere holdsugár! (Jenei Szilveszter)
4. Hello (Jenei Szilveszter-Bokor Fekete Krisztina)
5. Bádogszív (Jenei Szilveszter)
6. Rock'N'Roll az élet (Jenei Szilveszter)
7. Kinek mondjam el vétkeimet (Jenei Szilveszter)
8. Születésnap (Jenei Szilveszter-Koltay Gergely-Bokor Fekete Krisztina)
9. Szállj velem (Jenei Szilveszter)
10. Mi van még? (Hamm-Evans-Horváth Attila)
11. Nem tudom még, milyen a szerelem (Jenei Szilveszter)
12. Merre jársz? (Jenei Szilveszter-Koltay Gergely)
13. Tiéd minden dal (Jenei Szilveszter-Margith József-Koltay Gergely)
14. Rózsa (Jenei Szilveszter-Horváth Attila)

## Közreműködők
- Galambos Zoltán - billentyűs hangszerek, vokál
- Dandó Péter - basszusgitár
- Jenei Szilveszter - akusztikus és elektromos gitárok, vokál
- Vámos Zsolt - gitárszóló (8.)
- Kisvári Ferenc - dob, percussions
- Bolla Zsolt - dob, percussions
- Ferenczi György - szájharmonika,
- Dorozsmai Péter - percussions
- Balogh Enikő - hegedű
- Budai Edit - oboa
- Pleszkán Mariann - cselló
- Auth Csilla - vokál
- Czerovszky Henriett - vokál
- Tunyogi Orsolya - vokál